# Messier 71
M71 (Messier 71 / NGC 6838) is een bolvormige sterrenhoop in het sterrenbeeld Pijl. Hij werd ontdekt in 1745 door Jean-Philippe de Chéseaux en in 1780 door Charles Messier opgenomen in zijn catalogus van komeetachtige objecten als nummer 71.
M71 werd lange tijd door veel astronomen geclassificeerd als een dichte open sterrenhoop maar algemeen wordt nu aangenomen dat het hier in feite gaat om een zeer losse bolhoop. M71 bevindt zich op een afstand van zo'n 13 000 lichtjaar van de Aarde en meet 27 lichtjaar in diameter. De onregelmatige veranderlijke ster Z Sagittae is een lid van deze sterrenhoop.